# Bracon major
Bracon major är en stekelart som beskrevs av Gaspard Auguste Brullé 1846. Bracon major ingår i släktet Bracon och familjen bracksteklar. Inga underarter finns listade.